# Samuel Brinton
Samuel Brinton (Perry, 1988) è un ingegnere e attivista statunitense.Da tempo noto per il suo attivismo - dal 2019 era infatti capo degli affari di governo di The Trevor Project, un'organizzazione no-profit LGBTQ per la prevenzione del suicidio dei giovani - è balzato agli onori delle cronache per essere stato la prima persona dichiaratamente gender-fluid ad entrare a far parte del governo statunitense sotto l'amministrazione di Joe Biden quando, a gennaio 2022, è stato nominato vicesegretario aggiunto per lo smaltimento di combustibili e rifiuti dell'Office of Nuclear Energy, agenzia governativa facente parte del dipartimento dell'energia statunitense

## Biografia
Figlio di due missionari della denominazione cristiana Southern Baptist Convention che non hanno mai accettato la sua omosessualità, Brinton è cresciuto a Perry, nell'Iowa, per poi laurearsi in ingegneria nucleare e musica vocale all'Università statale del Kansas e conseguire una specializzazione in scienze nucleari presso il Massachusetts Institute of Technology. Brinton ha quindi fondato la Core Solutions Consulting, società che si occupa di consulenza ad alto livello sulla gestione di scorie nucleari e il loro riutilizzo come combustibile in reattori nucleari.
Nonostante il suo percorso professionale, la sua nomina governativa alla guida dell'agenzia per l'energia nucleare statunitense avvenuta nel gennaio 2022 da parte del presidente Biden è stata molto criticata dalla parte più conservatrice dell'opinione pubblica statunitense, dato che Brinton ha nel suo vissuto anche tante foto in abiti femminili, rossetto e tacchi a spillo, più altre immagini che lo ritraggono in atteggiamenti fetish con un partner a quattro zampe travestito da cane e tenuto al guinzaglio.
Sul piano sociale, Brinton è un noto attivista della comunità LGBTQIA+ che si è espresso più volte contro la terapia di conversione, da lui stesso provata, tanto da arrivare, nel 2014, ad essere una delle prime due persone a deporre in merito a questa pratica davanti al comitato della Nazioni Unite contro la tortura. Negli anni ha poi ricoperto diverse cariche in organizzazioni no profit come la già citata The Trevor Project.
Brinton, che oggi vive a Rockville, nel Maryland, con il marito Kevin, ha dichiarato di volere che ci riferisca a lui con il pronome "they/them" ossia "essi/loro", sottolineando di essere gender-fluid e di non riconoscersi nel binarismo di genere maschio/femmina.